# Тимелія-темнодзьоб лаоська
Тиме́лія-темнодзьо́б лаоська (Stachyris herberti) — вид горобцеподібних птахів родини тимелієвих (Timaliidae). Мешкає в Лаосі і В'єтнамі.

## Опис
Довжина птаха становить 16 см. Забарвлення коричнювате, горло світле. Навколо очей сизуваті кільця. Дзьоб сизуватий або сірий, очі карі. У молодих птахів забарвлення коричневе, кільця навколо очей відсутні.

## Поширення і екологія
Лаоські тимелії-темнодзьоби мешкають в центральному Лаосі і центральному В'єтнамі. Вони живуть у вологих рівнинних тропічних лісах, серед ванякових карстових скель. Зустрічаються на висоті від 230 до 610 м над рівнем моря, зграйками до 20 птахів. Живляться безхребетними.